# Stèle du génocide de Villeurbanne
La stèle du génocide de Villeurbanne est un mémorial commémorant le génocide arménien, situé Place Mendès-France, à proximité de la rue Clément-Michut et de la rue d'Arménie , à Villeurbanne  en région lyonnaise.

## Description
La stèle consiste entre autres en l'inscription « Reconnaître le génocide arménien de 1915 ».

## Histoire
La stèle est inaugurée le 23 avril 2005 par le maire Jean-Paul Bret.
Le 3 juillet 2014, la stèle est profanée,,.